# スナップキッズ
『スナップキッズ』とは2002年1月17日にエニックス（現スクウェア・エニックス）から発売されたゲームボーイアドバンス用ゲームソフト。本作のコンセプトは小学館とエニックスの共同で制作された。

## ストーリー
この世界ではワンダーを撮影し、カードを作りカードバトルをするスナップシステムが人気となっていた。ある日、シュウトは友だちに誘われてスナップクラブに入部する。そして、スナップリーダーを決める大会であるスナップグランプリに挑戦することになる。その中でワンダーを捕える悪の組織マグネットの陰謀に巻き込まれていく事となる。

## ゲーム概要
スナップ
ワンダーと呼ばれる不思議な生物を撮影するパート。マップ画面でワンダーに出会うと、スナップ画面に変わりワンダーを撮影できる。撮影する際の距離、撮影したワンダーの行動、手ぶれ等によりカードの内容が変わってくる。また、アイテムを使うことで特殊な行動を見る事ができる。ワンダーが逃げ出した場合やワンダーに攻撃された場合はスナップ画面は終了となる。
カードバトル
スナップ等により手に入れたワンダーカードと戦術カードを組み合わせた合計三十枚のカードによるデッキを使ったバトル。ワンダーを闘わせ、先に相手のHPを0にする、もしくは相手がカードを引くことのできる山札がなくなった場合に勝ちとなる。

## 登場人物

### 主要人物
シュウト
主人公。スナップは初心者だが、マリンやマナブに誘われて、スナップシステムを始めるようになる。原作の公式イラストでは茶髪だがゲーム中のグラフィックと漫画版では黒髪で、漫画版では原作より髪が長くなっており、服の袖が破れている。
マナブ
スナップクラブの部長。眼鏡をかけている。気が弱いがワンダーの知識は豊富。
マリン
シュウトの友人の女の子。気が強い性格をしている。
シン
元スナップクラブの部員。親がスナップシステムの社員であるため、金持ち。
スナップの腕は高いが、意地悪な性格をしている。
エイジ
シュウトの兄。大学生。去年のスナップグランプリの優勝者だが、今年は何故か参加しなかった。漫画版には登場しない。

### エリアキーパー
マッキィ
リーフエリアのエリアキーパー。霊種族のワンダー『アックス』が好きで、自分のデッキにも入れている。
マッスル
オーシャンエリアのエリアキーパー。強すぎて相手がいないプロレスラー。
彼とのカードバトルでは水属性のワンダーのみで闘う事になる。
キンジ
フレイムエリアのエリアキーパー。大金持ちであり、彼のデッキはレアワンダーが多い。
彼と闘うには、課題を解き彼の家の3つの門を開く必要がある。
ゴウザン
ハイランドエリアのエリアキーパー。有名な写真家。彼と戦うにスナップコンテストで入賞する必要がある。
ヒント
妻のピントと二人でお笑い芸人を務めるが、あまりお笑いは上手くない。
実はマグネットの一員。
ピント
プレーンエリアのエリアキーパー。ヒントの妻。実はマグネットの一員。
カイチョウ
スナップシューターを開発した会社であるスナップシステムズの会長。ヒントとピントに代わって、プレーンエリアのエリアキーパーを務める。漫画版ではゲンゴロウという名前であり、シンの祖父である。

### その他の人物
スケスケブラザーズ
兄のヨウスケと弟のケイスケの二人組。仲の良い兄弟だが、嘘をついたり悪戯をしてシュウトを困らせる。良い事をしても誰にも信用されなかったために、悪い事をするようになってしまった。エンディング後は更生し、海の家でアルバイトをしている。
レイカ
病弱な少女。シュウト達と出会いスナップの楽しさを知る。
タケ
お金持ちなレイカの父親。病弱なレイカの為に裏庭の森を潰して花壇を作ろうとしたり、無人島への船を止めるといった事を行う。
ゲンゾウ
シュウトとエイジの父である写真家。幻のワンダーを探していたが行方不明となった。
ママ
シュウトとエイジの母親。漫画版ではデザインが異なる。
マッハ
シュウトが困った時に助けてくれる、仮面をつけた謎の男。
ユカ
アルバイトをしながら旅をしている女性。シュウトの行く先々で出会う。
ゼロ
ワンダーを捕える集団マグネットの幹部。覆面姿の為、最初は正体が不明だが、彼に勝つと正体が判明する。
漫画版ではボスが登場しないため、マグネットを率いているのは彼である。
ボス
マグネットのボス、本名は不明。かつてはゲンゾウやカイチョウと共にスナップシューターの開発に関わっていた。
漫画版には登場しない。
メイ
フレイムエリアで出会う少女。マナブと仲良くなる。漫画版ではマグネットのスパイとして登場する。

## コミック版
タイトルは『爆写王スナップキッズ』、2001年12月より2002年11月号まで連載された『月刊コロコロコミック』の漫画。
作者はひじおか誠。ゲームとはストーリーが大きく異なり、カードバトルのシステムは登場しない。また、シュウト、マリン、マナブ、シン、メイ、カイチョウ、ゼロ、ゲンゾウ、ママ以外のゲーム版の登場人物は登場せず、一部の設定（シュウトの自宅の場所など）が変更されている。単行本は全2巻。

### ストーリー
シュウトは冒険家の父を持つ元気な小学五年生。友だちに誘われてスナップクラブに入部したシュウトは、幻の生命体・ワンダーと心を通しベストショットを次つぎとスナップする日々を送る。そんな中、ワンダーを使用して世界征服を企む悪の組織・マグネットの存在について知り、彼らと闘う事となる。

### 単行本
1. 2002年6月28日発売 ISBN 4091427634
2. 2002年11月28日発売 ISBN 4091427642

## 用語
エリアキーパー
5つに分けられたエリアでスナップグランプリの参加者を待ち構える。決勝トーナメントに参加するには彼らにカードバトルで勝利する事が必要となる。闘うには何かしらの条件が必要となる人物が多い。
ワンダー
自然と共に暮らす精霊のような生物。自然界のバランスを保つ役割をしているといわれている。そのため、ワンダーの捕獲は禁止されている。無・地・火・水・風の5つの属性と竜・霊・獣・虫・植物・謎の6つの種族に分かれている。
スナップ
ワンダーを撮影する事。そのために使う機械をスナップシューターと呼ぶ。
スナップグランプリ
毎年開催されるスナップシステムの大会、カードバトルで勝敗を決める。優勝者はスナップリーダーと呼ばれる。
5人のエリアキーパーと闘う予選と予選を勝ち抜いた人物が闘う決勝トーナメントに分けられる。